# Die Tagespresse
Die Tagespresse ist eine österreichische Satire-Website, die satirische Beiträge im Stil von Zeitungsartikeln zu vorrangig österreichischen Themen veröffentlicht. Mehrheitseigentümer, Herausgeber und Geschäftsführer ist Friedrich „Fritz“ Jergitsch.

## Geschichte

### 2013–2020

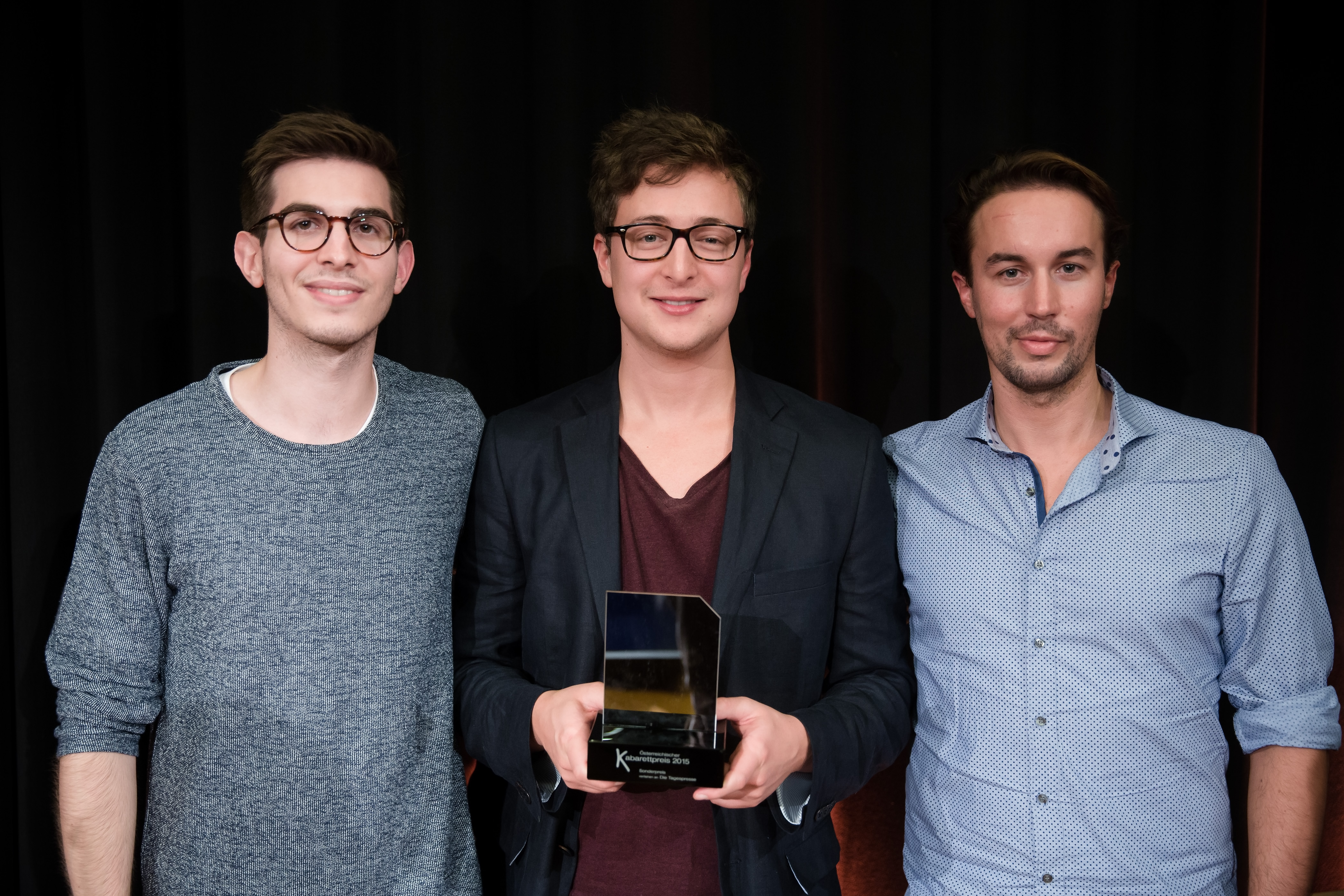
Österreichischer Kabarettpreis 2015: Sebastian Huber, Fritz Jergitsch und Jürgen Marschal (v.l.n.r)

Die Website, die sich in ihren frühen Jahren als Österreichs seriöseste Onlinezeitung bezeichnete, wurde im Mai 2013 von Fritz Jergitsch (* 1991 in Wien) nach dem Vorbild der US-amerikanischen Website The Onion und der deutschsprachigen Website Der Postillon gegründet. Zuvor maturierte Jergitsch am Meidlinger Gymnasium Rosasgasse und absolvierte ein Bachelor-Studium am University College in Utrecht, welches er 2013 mit Spezialisierung auf Volkswirtschaft und Politik und einer Bachelorarbeit über Alternativen zum Patentsystem abschloss. Außerdem war er im Rahmen von Praktika bei der Industriellenvereinigung sowie einer PR-Agentur tätig. Ein EU-Vorschlag zur Saatgutverordnung brachte ihn dazu, satirische Texte zu schreiben und so die Regulierungswut der EU zu kritisieren. Die Texte veröffentlichte er schließlich in einem Blog und später auf der eigenen Website. Der erste Artikel erschien am 29. Mai 2013 mit der Headline Gelangweilter EU-Kommissar will Zellteilung regulieren. Die sarkastischen Meldungen und fiktiven Politiker-Aussagen fanden in weiterer Folge über soziale Medien rasch Verbreitung. Jergitsch sprach in diesem Zusammenhang von einer Demokratisierung der Medienlandschaft und brachte den Erfolg der Tagespresse mit Facebook in Verbindung, worüber die Tagespresse in kurzer Zeit eine hohe Reichweite erzielen konnte. Später äußerte er sich hingegen kritisch über die dadurch entstehenden Abhängigkeit von Facebook.
Jergitsch schreibt neben den Artikeln für die von ihm gegründete Satire-Website auch für andere Comedy-Projekte wie z. B. die ORF-Sendung Eckel mit Kanten mit Klaus Eckel oder die Satireschiene von Puls 4.
Seit 2013 wird jährlich eine Auswahl von Artikeln der Tagespresse in Buchform veröffentlicht.
Mit Sommer 2014 wurde die Webseite erstmalig von der Österreichischen Webanalyse erfasst und nahm hinsichtlich Besucherzahlen Platz 25 aller gelisteten österreichischen Websites ein.
Im Juli 2015 verzeichnete die Website laut Österreichischer Webanalyse 1,3 Millionen Besuche. Die Website wurde über Werbung finanziert, wobei neben klassischer Bannerwerbung auch auf redaktionelle Werbung gesetzt wurde. So wurde beispielsweise für eine Biermarke ein eigener Satire-Artikel geschrieben.
2015 beschäftigte die Website ein Autorenteam von vier Personen, darunter der Drehbuchautor und Gagschreiber für die ORF-Satiresendung Willkommen Österreich, Jürgen Marschal, der auch Minderheitseigentümer der Tagespresse ist. Dieser schrieb unter anderem den im November 2014 erschienenen Artikel Brief lag jahrelang auf Postamt herum: Aufnahmebestätigung der Kunst-Uni erst jetzt an Adolf Hitler zugestellt. Mit 1,2 Millionen Zugriffen war dies einer der erfolgreichsten Artikel.
2016 beschäftigte die Tagespresse auch zusätzlich je einen Mitarbeiter in Salzburg und Tirol für regionale Ausgaben.
Im Dezember 2016 wurde die Die Tagespresse Medienproduktion GmbH gegründet.
2017 beschäftigte Die Tagespresse zusätzlich zu dem Dreier-Autorenteam neun freie Mitarbeiter. Zu den bis dahin erfolgreichsten Artikeln zählt Aus Rache: Luftstreitkräfte werfen Pornohefte und Bier auf IS ab, dieser wurde auf Facebook fast 150.000 Mal geteilt und geliket. Im August 2017 waren sie am Frequency-Musikfestival auf der „LOL Stage“ mit einem Satire-Programm zu sehen.
Nach dem Wechsel der früheren Parteichefin der Grünen Eva Glawischnig zum Glücksspielkonzern Novomatic im März 2018 übernahm Die Tagespresse die entsprechende Agenturmeldung der Austria Presse Agentur (APA) als Realsatire.
Im Juni 2018 wurde das Finanzierungsmodell von Werbung auf eine Bezahlschranke durch Abonnement umgestellt. Fünf Artikel je dreißig Tage waren dabei weiterhin kostenfrei zugänglich. Später wurde diese Anzahl auf drei Artikel reduziert. Des Weiteren ist der Abruf für Bezieher der Mindestsicherung und Personen unter 21 Jahren kostenfrei. Im November 2018 wurden rund 2900 Abonnenten verzeichnet, darunter etwa 1800 zahlende Abonnenten.

### Ab 2020
Im September 2021 hatte die Tagespresse 9000 zahlende Abonnenten. Im Jänner 2022 wurden 10.000 zahlende Abonnenten erreicht.
Andreas Hanger
Im Sommer 2021 verklagte das Satireportal den Politiker Andreas Hanger vor dem Handelsgericht Wien wegen unlauteren Wettbewerbs. Im Oktober 2021 zogen sie die Klage wieder zurück. Im November 2021 setzten sie auf der Ethereum-Blockchain die Kryptowährung Blümel Coin auf.
Sinnloses Volksbegehren
Unter dem Namen Sinnloses Volksbegehren sammelte die Tagespresse ab November 2022 Unterstützungserklärungen für ein Volksbegehren, mit dem die Sinnlosigkeit von Volksbegehren kritisiert werden soll. Das Volksbegehren wurde am 15. November 2022 beim Bundesministerium für Inneres registriert.
Wirtshausprämie
Nach Bildung der Landesregierung Mikl-Leitner III mit einem Arbeitsübereinkommen zwischen ÖVP und FPÖ bekannte sich die Tagespresse im April 2023 zu Fake-Briefen zur Wirtshausprämie mit dem Absender FPÖ Niederösterreich. Im Mai 2023 brachte die FPÖ Niederösterreich Klage beim Handelsgericht Wien ein und bewertete in der Klage das Unterlassungsbegehren mit 40.000 Euro und den Anspruch auf Urteilsveröffentlichung mit 7.500 Euro. Mit einer von Gerhard Ruiss und Thomas Gratzer ins Leben gerufenen Initiative forderten 180 Personen aus Literatur, Musik, Film und Kabarett die Partei mit einer Unterschriftenliste auf, die Klage zurückzuziehen. Das Schreiben wurde unter anderem von der IG Kabarett, dem Presseclub Concordia und dem Österreichischen PEN Club mitgetragen. Nachdem der Antrag auf eine einstweilige Verfügung vom Handelsgericht abgewiesen wurde, wurde beim Oberlandesgericht Wien Rekurs eingereicht, dieser wurde ebenso zurückgewiesen. Die FPÖ hat angekündigt, den Weg bis zum Obersten Gerichtshof (OGH) zu gehen. Im März 2024 stufte das Handelsgericht Wien die Aktion als zulässige Satire ein. Im September 2024 wurde die Beschwerde der FPÖ gegen diese Entscheidung vom Oberlandesgericht Wien abgewiesen. Im Februar 2025 gab der OGH jedoch der FPÖ recht und verurteilte die Tagespresse, da diese das Namensrecht der FPÖ Niederösterreich verletzt hat. Laut Urteil konnte ein durchschnittlicher Empfänger davon ausgehen, dass der Brief tatsächlich von der FPÖ stammt. Die Tagespresse muss der FPÖ die Verfahrenskosten ersetzen und darf in Zukunft keine falsche Schriften im Namen der FPÖ Niederösterreich verbreiten. Die FPÖ Niederösterreich ließ die einmonatige Frist für eine Urteilsveröffentlichung in Form von ganzseitigen Inseraten in den Printausgaben der Bezirksblätter und in den Niederösterreichischen Nachrichten auf Kosten der Tagespresse verstreichen. Laut Tagespresse hätten die zwei Inserate 62.757 Euro gekostet.
Als Replik auf die ab September 2023 erschienenen drei Filme unterschiedlicher Produzenten über Sebastian Kurz, Projekt Ballhausplatz, Kurz – Der Film und Sebastian Kurz – the truth, veröffentlichte die Tagespresse im November 2023 das Computerspiel Kurz – Das Spiel.
Ende 2023 bestand das Redaktionsteam aus Alexander Lueger, Eva Sager, Fritz Jergitsch (Tagespresse-Mehrheitseigentümer), Juan Marhl, Jürgen Marschal (Tagespresse-Minderheitseigentümer), Marc Carnal, Philipp Kernstock, Sarah Kleiner, Sebastian Huber (Tagespresse-Minderheitseigentümer), Sonja Pikart und Tereza Hossa.
Gratiszeitung Heute
Im Februar 2024 forderte Eva Dichand, Geschäftsführerin, Herausgeberin und Miteigentümerin der österreichischen Boulevard-Gratiszeitung Heute, die Tagespresse rechtsanwaltlich auf ein in einem satirischen Artikel über sie verwendetes Porträt-Foto zu entfernen und eine Nutzungsentschädigung für dessen rechtswidrige Nutzung zu entrichten. Betreffendes über eine Presseaussendung veröffentlichtes Foto von Dichand war nur in Verbindung mit dieser Presseaussendung zur Nutzung freigegeben. Die Tagespresse kam der Aufforderung nach und ersetzte das Porträt-Foto von Dichand durch eines von Barbra Streisand, um damit auf den Streisand-Effekt hinzuweisen, bei dem ungeschicktes Agieren in nachteilhafter Weise die öffentliche Aufmerksamkeit auf die agierende Person lenkt. Als die Tagespresse-Redaktion im Zuge weiterer Recherchen eine rechtswidrige Nutzung zweier Bilder der Tagespresse auf heute.at feststellte, forderte sie im Gegenzug ebenfalls rechtsanwaltlich Unterlassung und Nutzungsentschädigung. Im weiteren Verlauf der außergerichtlichen Auseinandersetzung verständigte man sich auf den wechselseitigen Verzicht der Forderungen zusammen mit einer beiderseitigen Spende an eine soziale Einrichtung.
Zum zwanzigjährigen Bestehen der Heute veröffentlichte die Tagespresse am 6. September 2024 eine achtseitige, satirische Persiflage des Blattes mit dem Namen Heisl (österreichische Bezeichnung für Toilette), die in fünfstelliger Auflage im Wiener Stadtgebiet verteilt wurde.
Dokumentationsarchiv des österreichischen Widerstandes
Im Mai 2025 kritisierte Bernhard Weidinger, Mitarbeiter und Autor des Rechtsextremismusbericht des Dokumentationsarchivs des österreichischen Widerstandes (DÖW), den Beitrag Israel marschiert in Gaza ein: Österreichs Regierung will sehr genau wegsehen und warf dem Satirebeitrag „'Schuldkult'-Narrativ, Vorwurf alttestamentarischer Rachsucht an die Kultusgemeinde, Lächerlichmachen von Antisemitismuskritik“ vor.

## Für real gehaltene Meldungen
- Im Juni 2013 führte der Tagespresse-Artikel über die angebliche Ankunft von NSA-Aufdecker Edward Snowden am Flughafen Wien-Schwechat für Aufsehen. Die Nachricht wurde von vielen Menschen für echt gehalten, sodass sich das österreichische Außenministerium gezwungen sah, die Meldung zu dementieren.[4]
- Nach einem Artikel über das Känguru Keuschi, das die katholische Kirche in Schulen schickt, um sexuelle Enthaltsamkeit zu unterrichten, erhielt die Erzdiözese Wien wütende Anrufe, und Kardinal Christoph Schönborn musste die Meldung auf seiner Seite dementieren.[12]
- 2017 zitierte die britische Tageszeitung The Guardian vorübergehend einen Artikel der Tagespresse. Diese schrieb im Mai 2014, dass Außenminister Sebastian Kurz sein Recht auf Vergessenwerden geltend machen und ein Video zur Landtags- und Gemeinderatswahl in Wien 2010, in dem Kurz ein Geil-o-Mobil durch Wien fahren ließ, aus den Ergebnissen der Suchmaschine Google entfernen wolle. Unterzeichnet wurde der Antrag an Google laut Tagespresse beziehungsweise Guardian mit „xxx hugs & kisses Outside minister Sebi“.[52]
- Im September 2021 brachte die Austria Presse Agentur eine Meldung über eine angebliche Kandidatur von Frank Stronach bei der Bundespräsidentenwahl 2022, die unter anderem von ORF.at übernommen wurde.[53][54] Das Impressum der Website www.teamstronach.at führte zum Satiremagazin Die Tagespresse.[55][54] APA-Chefredakteur Johannes Bruckenberger sah darin einen Weckruf: Medien müssten angesichts grassierender Desinformation ihre Standards hinterfragen und nachschärfen.[56][57]

## Bühnenprogramme
Am 20. September 2016 feierte Die Tagespresse Show, präsentiert von Paul Kraker mit Peter Klien als Außenkorrespondenten, im Wiener Rabenhof Theater Premiere. 2019 folgte das zweite Bühnenprogramm Schwarz-Blau unzensuriert. Im Februar 2023 erfolgte die Premiere des dritten Bühnenprogramms, Die Tagespresse History – Eine kurze Geschichte der Österreichheit mit Paul Kraker im Rabenhof.

## TV-FormatTagespresse aktuell
Ab 19. September 2017 war die Sendung Tagespresse aktuell im Anschluss an die Late-Night-Show Willkommen Österreich im ORF zu sehen, gezeigt wurden zwölf Episoden zu jeweils 20 bis 25 Minuten. Als Moderator fungierte Kabarettist Joachim Brandl in der Rolle des Anchorman Joachim Fuchs, Magda Kropiunig präsentierte die Rubrik Promi-Interviews. Antonia Stabinger präsentierte die Rubrik „Heimat, Heimat, Heimat“, Autor und FM4-Moderator Lukas Tagwerker die Innenpolitik, Poetry Slammer und Kabarettist David Scheid fungierte als Jugendreporter „Dave“ für die „Generation Why“ und als Wind- und Wettermann Berni Wagner. Die erste Episode verfolgten im Durchschnitt 297.000 Seher, der Marktanteil betrug 20 Prozent. Die ersten zehn Sendungen kamen im Schnitt auf 246.000 Zuseher pro Folge. Ende Jänner 2018 gab Jergitsch bekannt, dass es vorerst keine zweite Staffel geben soll, das Team wolle sich wieder auf den Online-Auftritt konzentrieren.

## Auszeichnungen

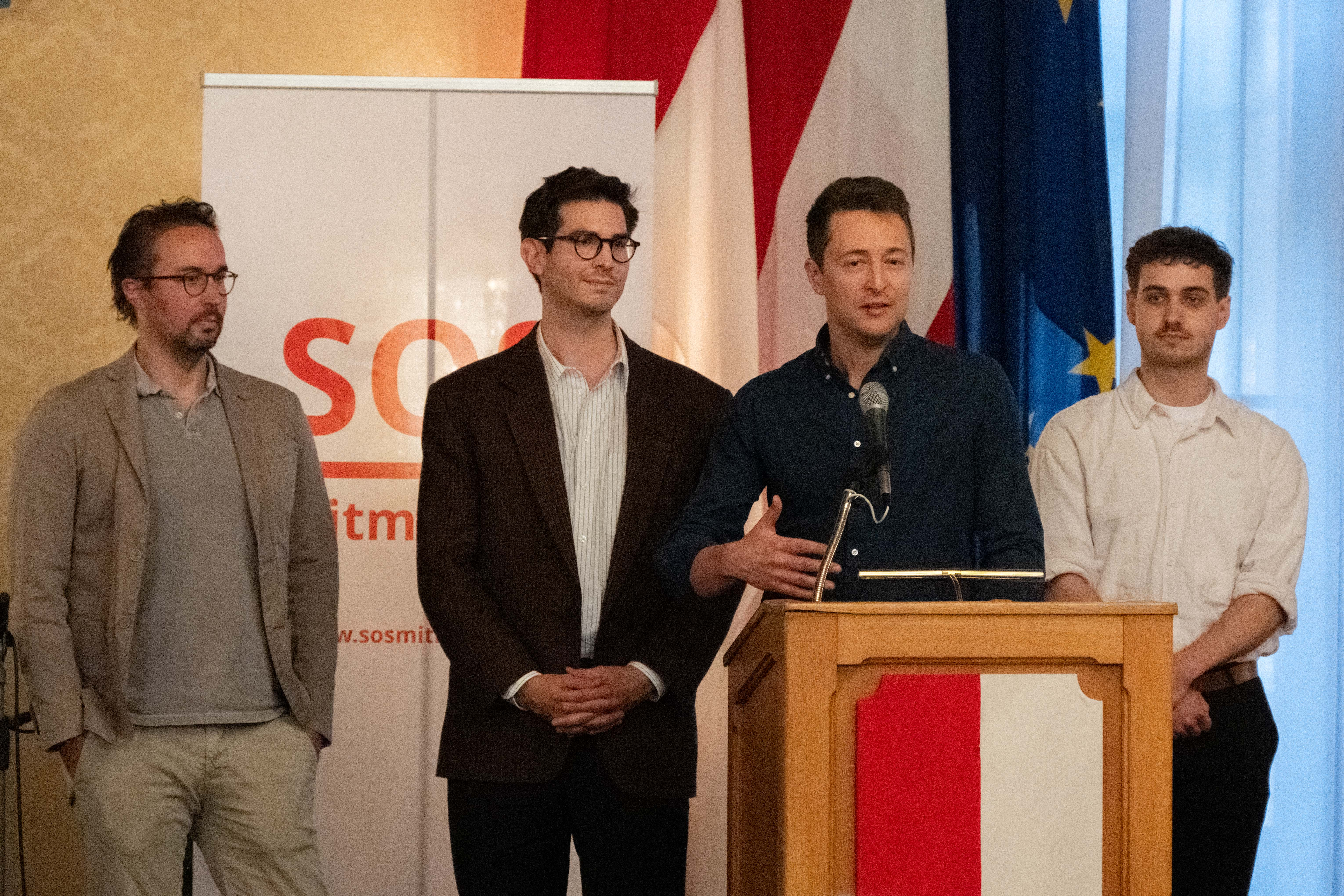
Verleihung des SOS Mitmensch-Preises (2025)

- 2013 wurde Fritz Jergitsch zum Onliner des Jahres in der Kategorie Aufsteiger gewählt[12][69][6]
- 2014 erhielt Jergitsch beim Journalist des Jahres einen Sonderpreis in der Kategorie Satire[70]
- 2015 wurde das Projekt beim Österreichischen Kabarettpreis mit dem Sonderpreis ausgezeichnet[71][72][73]
- 2017 Journalist des Jahres an Fritz Jergitsch in der Kategorie Unterhaltung und an Sebastian Huber in der Kategorie Aufgefallen[74][75]
- 2018 listete die Zeitschrift Forbes Fritz Jergitsch auf der Liste Forbes 30 Under 30 Europe in der Rubrik Media & Marketing.[76][77]
- 2019 wurde Fritz Jergitsch als Digital Superhero in der Kategorie Medien von Internet World Austria und IAB Austria ausgezeichnet.[78]
- 2021 und 2023 Journalist des Jahres an Fritz Jergitsch in der Kategorie Unterhaltung[79][80]
- 2023 Österreichischer Kabarettpreis (Sonderpreis)[81]
- 2024 Walther-Rode-Preis für Fritz Jergitsch[82]
- 2025: Zivilcourage-Preis von SOS Mitmensch[83]

## Publikationen
- 2013: Der Nonsense-Jahresrückblick: ... von Österreichs seriösester Online-Zeitung. Amalthea Signum Verlag, 2013, ISBN 978-3-85002-858-5
- 2014: Vatikan gesteht ein: Erde vermutlich doch keine Scheibe: die besten Tagespresse-Meldungen. Residenz Verlag, St. Pölten/Salzburg/Wien 2014, ISBN 978-3-7017-3348-4
- 2015: Neue Facebook-AGBs: Mark Zuckerberg hat Anrecht auf Erstgeborenen jedes Users: Die besten Tagespresse-Meldungen, Band 2. Residenz Verlag, St. Pölten 2015, ISBN 978-3-7017-3368-2
- 2016: "Mein Kampf" endlich politisch korrekt: Grüne präsentieren gegenderte Neuauflage: Die besten Tagespresse-Meldungen Band 3. Residenz Verlag, Salzburg 2016, ISBN 978-3-7017-3401-6
- 2017: In der Sonne eingeschlafen und nichts gegessen: Strache feiert unabsichtlich Ramadan: Die besten Tagespresse-Meldungen, Band 4, Residenz Verlag, Salzburg 2017, ISBN 978-3-7017-3430-6
- 2018: Schweigt seit Tagen: Sebastian Kurz verursacht Mega-Stau im McDrive: Die besten Tagespresse-Meldungen, Band 5, Residenz Verlag, Salzburg 2018, ISBN 978-3-7017-3474-0
- 2019: „Dieser Mann hat mich ruiniert“ – Ibiza-Video: Strache enthüllt Verantwortlichen: Die besten Tagespresse-Meldungen, Band 6, Residenz Verlag, Salzburg 2019, ISBN 978-3-7017-3496-2
- 2020: 10 Millionen Farben: Anschober ersetzt Ampel durch Corona-Farbspektrum: Die besten Tagespresse-Meldungen, Band 7, Residenz Verlag, Salzburg 2020, ISBN 978-3-7017-3521-1
- 2021: Fritz Jergitsch: Die Geister, die ich teilte. Wie soziale Medien unsere Freiheit bedrohen, Residenz-Verlag, Salzburg 2021, ISBN 978-3-7017-3533-4.[22]
- 2021: Die besten Tagespresse-Meldungen 2021: Keine Handys, keine E-Mails, keine Festplatten: ÖVP tritt den Amish bei, Residenz-Verlag, Salzburg 2021, ISBN 978-3-7017-3534-1.
- 2022: Die besten Tagespresse-Meldungen 2022: Frauen einig: Meinung von 85-jähriger männlicher Jungfrau zu ihrem Uterus sehr wertvoll, Residenz-Verlag, Salzburg 2022, ISBN 978-3-7017-3568-6.
- 2023: Im Dienste der Wahrheit: Zehn Jahre Tagespresse, Residenz-Verlag, Salzburg/Wien 2023, ISBN 978-3-7017-3581-5[84][85]